# HKC ALO
De Haagsche Korfbal Club ALO is de oudste, ongefuseerde korfbalclub van Nederland. ALO staat voor Algemene Lichaams Ontwikkeling.
ALO is een van de vele Haagsche korfbalverenigingen, en is gevestigd aan de Evert Wijtemaweg 6 in de Bosjes van Pex.

## Geschiedenis
Op 1 Februari 1906 ontstaat een nieuwe korfbalclub. De Haagsche Openluchtspel Club Algemene Lichaams Ontwikkeling (afgekort ALO) wordt opgericht. Een jaar eerder al werd er in Den Haag UDI in het leven geroepen. UDI werd echter in februari 1906 opgeheven. Uit de notulen van de oprichtingsvergadering van ALO is onder andere het volgende te lezen met betrekking tot de kleding: Voor dames: een witten blouse met geel zwart geelen streep van voren en donkere rok. Voor heren: een witten shirt met geel zwart geelen streep van vorenen donkeren pantalon; voorts pet voorloopig facultatief. schoenen voorloopig facultatief. Voorzitter van de kersverse club werd de heer Dietz.
Een jaar later (1907) was ALO lid van de nog jonge Nederlandse Korfbalbond (NKB tegenwoordig Koninklijk Nederlands Korfbalverbond (KNKV)). ALO nam met twee senioren twaalftallen deel aan de afdelingscompetitie. Het korfballen voor jongeren die nog geen 17 jaar waren, was nog niet toegestaan bij ALO. Het eerste veld lag aan het einde van de Beeklaan nabij het Verversingskanaal. Met een houten bruggetje kon je over de Beek naar de boerderij van boer Boonstoppel. Het veld grensde aan de koeienstallen. De eerste kleedgelegenheid was dan ook de stal.
Na een paar jaar ging ALO verhuizen. HBS en ALO werden de eerste 'bewoners' van het Houtrust-complex. In die tijd speelde ALO in de eerste klasse. Tegen het einde van het seizoen kon er zelfs een kampioenswedstrijd worden gespeeld. Deze wedstrijd was tegen het Rotterdamse Velox. Velox had voldoende aan een gelijkspel. De wedstrijd werd ook afgesloten met een gelijkspel. Geen kampioen dus. ALO 1 werd toch een topploeg en draaide hoog mee. Zo zeer zelfs dat in het Zuid-Hollands twaalftal een volledig vak werd gevuld met ALO-leden.
In 1931 werd het oude gammele kleedruimte vervangen door een stenen huisje. Bij de opening werd de gouden openingssleutel op een rood fluwelen kussen aangeboden.

## ALO-series
Voor het jaarfeest in 1911 werden de ALO-series bedacht. Dit toernooi groeide uit naar een jaarlijks terugkerende happening en was door heel Nederland bekend. In 1912 speelde het eerste in de series een beslissingswedstrijd tegen de toenmalige landskampioen. Na een spannende wedstrijd wist het eerste van ALO te winnen van de toenmalig landskampioen en kwam in bezit van de zilveren ALO korf. In 1913 won ALO wederom haar eigen prijs.
In 1925 waren de ALO-series zo populair geworden dat elke club wel mee wilde doen. Het bestuur besloot voorselecties te houden. Alleen clubs die aangesloten waren bij de HKB (Haagsche Korfbal Bond) en NKB (Nederlandse Korfbal Bond) mochten inschrijven. Er kwamen uiteindelijk 40 twaalftallen en ze werden gehouden op in totaal vier velden. Dit jaar werd Vitesse uit Leiden de winnaar.
Later werden op Hemelvaartsdag ALO-series gehouden. Het zilveren ALO-veld was hierbij de hoofdprijs. In 1929 won ALO voor de eerste maal haar eigen "veld" tijdens de Hemelvaartsdag-series.

## Het ALO-schild en de stier
In 1912 deed het ALO-schild zijn intrede. Het begon met een groot schild. In de loop der jaren is het schild steeds kleiner geworden totdat het in de laatste tien jaar uiteindelijk in zijn geheel verdwenen is van het ALO-kostuum. Wel is de stierenkop nog overal binnen de club te vinden.
In de jaren twintig kreeg ALO dan ook de bijnaam de stier van de Houtrust. De reden hiervoor was de vasthoudendheid die ALO toonde tijdens de wedstrijden. Een echte stierenkop bevindt zich nog steeds in het ALO-clubhuis (Het ALOodsje).

## Beroemde leden
In de loop van de geschiedenis van ALO zijn er een aantal leden geweest die landelijk beroemd genoemd kunnen worden. Rond 1915 werd de latere minister-president Willem Drees lid van ALO. De voormalig premier van Suriname Julius Caesar de Miranda is ook lid geweest van ALO. En ten slotte de huidige burgemeester van Eindhoven en voormalig Tweede Kamer-lid Rob van Gijzel. Van Gijzel was tevens enige jaren voorzitter van ALO.